# Ulica Czarodziejska w Krakowie
Ulica Czarodziejska – ulica w Krakowie w dzielnicy VIII Dębniki, współcześnie łączy ulicę Tyniecką z ulicą Praską.
Droga ta istniała w zachodniej części historycznych Dębnik jeszcze przed ich przyłączeniem do Krakowa w 1910. Nosiła ona wówczas nieoficjalną nazwę ulicy Twardowskiego - na cześć legendarnego Pana Twardowskiego. W 1917, nawiązując do poprzedniej nazwy, zmieniono ją na ulicę Czarodziejską. Powodem tej zmiany było istnienie innej ulicy Twardowskiego w sąsiedniej dzielnicy Zakrzówek.
Historycznie ulica ta miała dłuższy przebieg dalej na zachód aż do ponownego połączenia z drogą do Tyńca - obecnie jest to zachodni odcinek ul. Praskiej. Do około 1951 cała obecna ul. Praska nosiła również nazwę ul. Czarodziejskiej. Na niektórych planach z lat 20. i 30. XX wieku przebieg ul. Czarodziejskiej wskazywany jest dalej na południe aż do Skałek Twardowskiego (obecna ul. Pietrusińskiego, wcześniej ul. Harcerska).